# Kamionaczyk
Kamionaczyk – wieś w Polsce położona w województwie łódzkim, w powiecie sieradzkim, w gminie Sieradz.
W latach 1954–1959 wieś należała i była siedzibą władz gromady Kamionaczyk, po jej zniesieniu w gromadzie Włyń. W latach 1975–1998 miejscowość administracyjnie należała do województwa sieradzkiego.